# Ralytupa assimilis
Ralytupa assimilis är en tvåvingeart som först beskrevs av Loïc Matile 1970.  Ralytupa assimilis ingår i släktet Ralytupa och familjen platthornsmyggor. Inga underarter finns listade i Catalogue of Life.